# Harald Hamrin
Per Harald Hamrin, född 5 mars 1939, död 25 januari 2017, var en svensk ledarskribent, utrikeskorrespondent, utrikeschef på Dagens Nyheter och ambassadör vid UD.
Harald Hamrin var son till journalisten Agne Hamrin och sonson till Josef Hamrin.
Han disputerade i statskunskap på Stockholms universitet 1975 med en avhandling om det italienska kommunistpartiet åren omedelbart efter andra världskriget.